# Сеньон
Сеньон (фр. Saignon) — коммуна во французском департаменте Воклюз региона Прованс — Альпы — Лазурный Берег. Относится к кантону Апт.

## Географическое положение

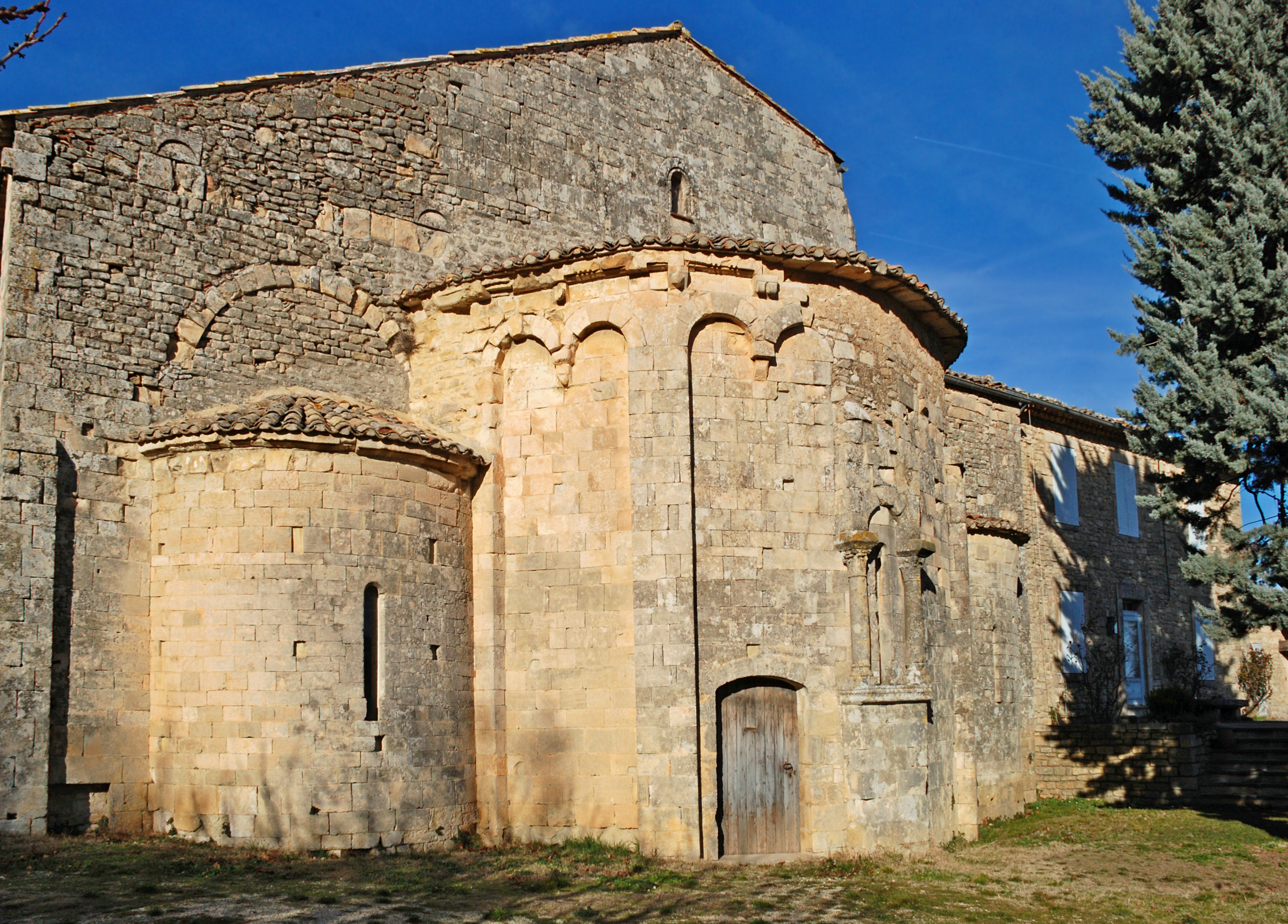
Аббатство Сент-Эзеб.

Сеньон расположен в 50 км к востоку от Авиньона. Соседние коммуны: Казнёв на северо-востоке, Сен-Мартен-де-Кастийон на востоке, Кастелле-ле-Люберон и Орибо на юго-востоке, Бюу на юго-западе, Апт на северо-западе.
Коммуна находится на северном склоне главного массива Люберон.

### Гидрография
В окестностях коммуны расположен ручей Комб-де-Бад-Люн, один из источников Эг-Брэн, притока Дюранса.

## Демография
| Год  | Численность | Численность |
| ---- | ----------- | ----------- |
| 2013 | 1016        |             |
| 2015 | 1012        | [ 5 ]       |
| 2016 | 1037        | [ 6 ]       |
| 2017 | 980         | [ 7 ]       |
| 2018 | 955         | [ 8 ]       |
| 2019 | 929         | [ 9 ]       |
| 2020 | 925         | [ 10 ]      |
| 2021 | 923         | [ 11 ]      |
| 2022 | 922         | [ 3 ]       |

## Достопримечательности
- Скала Сеньон.
- Аббатство Сент-Эзеб, VII век.
- Церковь Нотр-Дам-де-Питье, XI—XII века.
- Часовня Сен-Мишель-де-Транзи, построена в 1032 году.